# Centre commercial Migros Crissier
Le Centre commercial Migros Crissier est un centre commercial suisse, situé dans la localité de Crissier près de Lausanne. 
Après l'ouverture de la première autoroute suisse en 1964, la coopérative Migros Vaud inaugure le deuxième MMM de Suisse en avril 1972, il s'impose comme le plus grand centre commercial du canton. Rénové en 1980, 1988, 1990, le centre commercial est agrandi pour un coût de plus de 85 millions de francs suisses en 1999.
Aujourd'hui, le centre possède une surface de 23 042 m2 et 51 commerces. L'hypermarché MMM Migros compte 2,8 millions de clients par an. Le centre se trouve à proximité de la sortie d'autoroute A1 Lausanne-Crissier et compte 1 400 places de parc.